# Ramón López Velarde
Ramón López Velarde, nome completo Ramón Modesto López Velarde Berumen (Jerez de García Salinas, 15 giugno 1888 – Città del Messico, 19 giugno 1921), è stato un poeta e scrittore messicano.

## Biografia

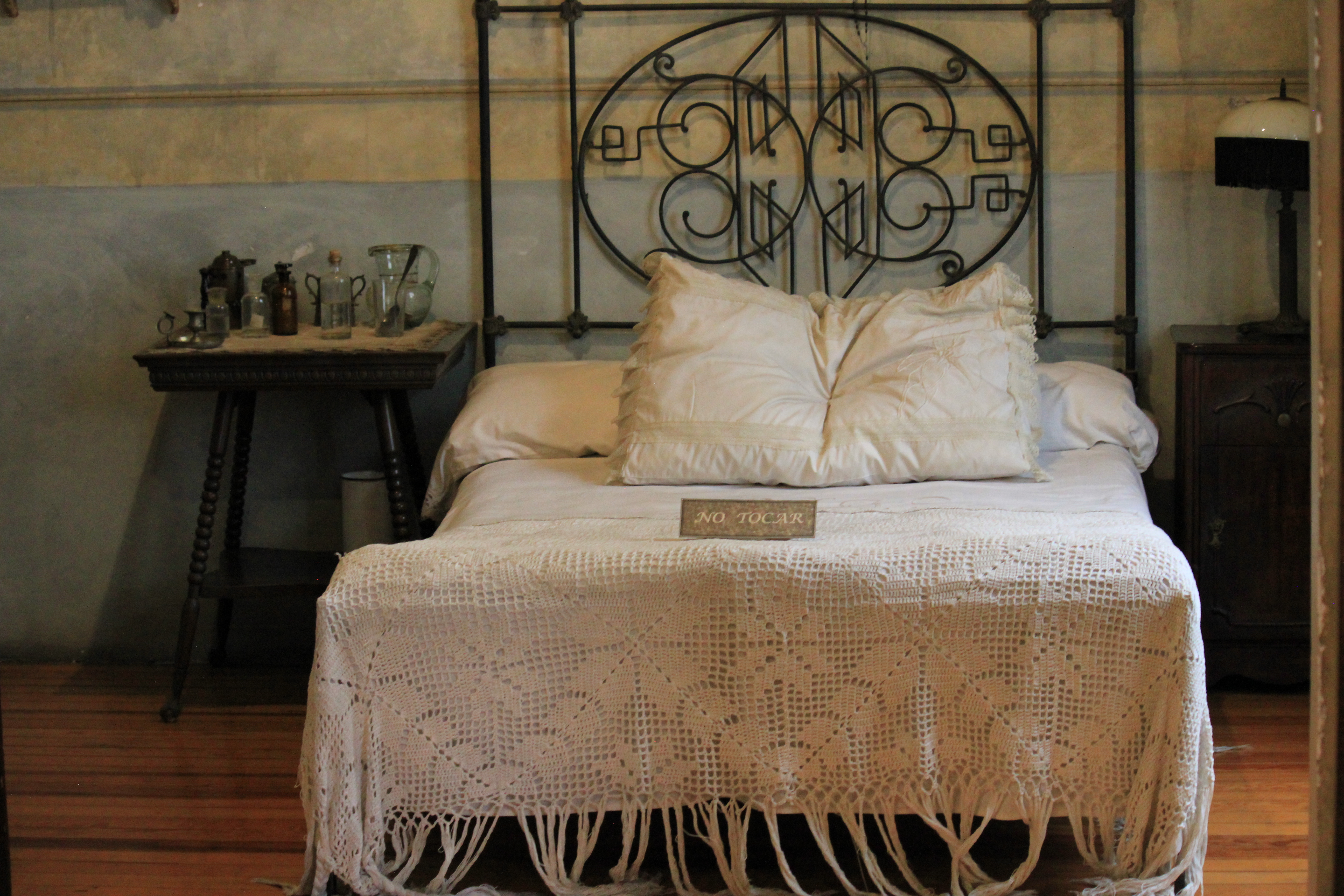
Museo Casa del Poeta Ramón López Velarde, a Città del Messico

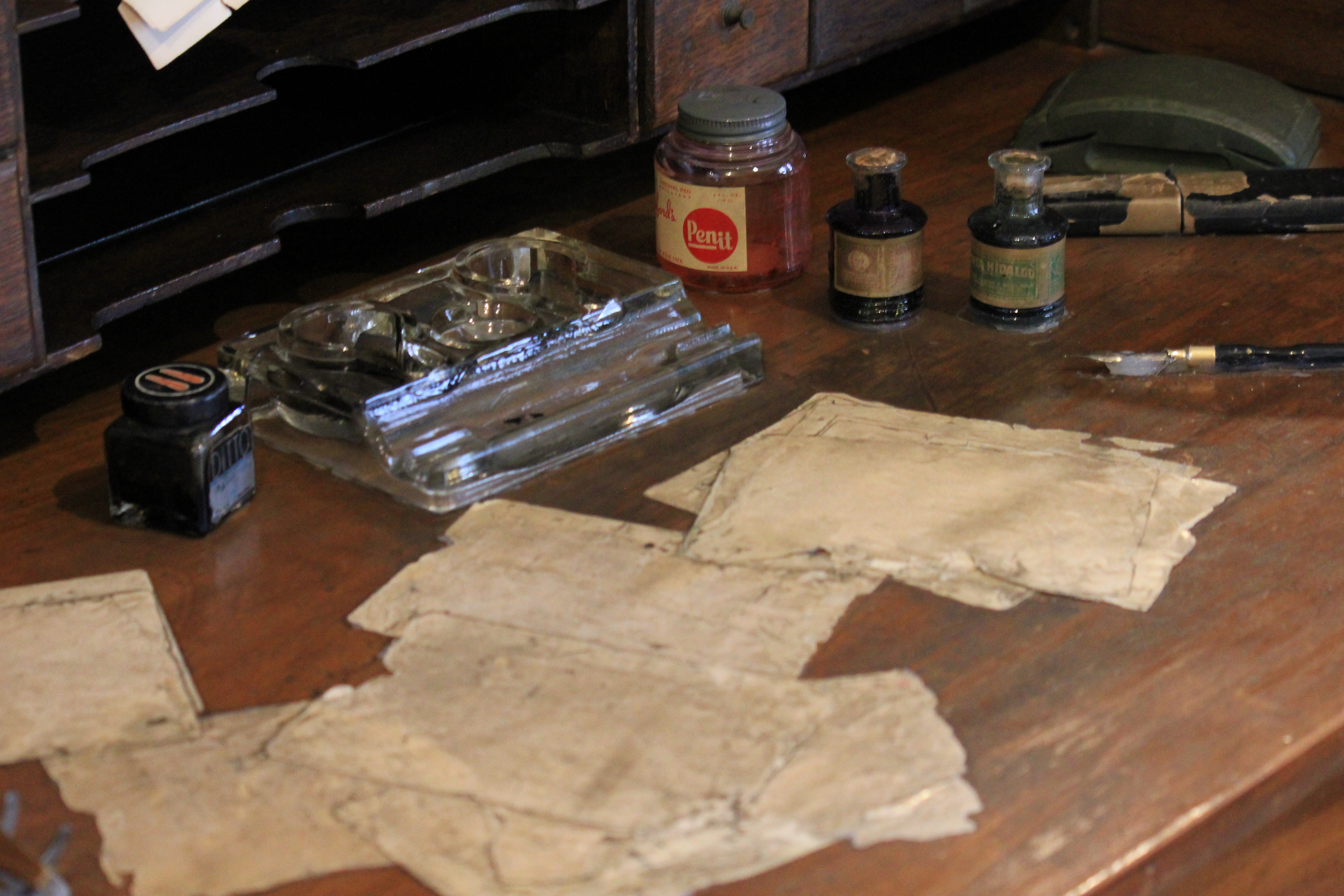
Scrivania di Ramón López Velarde

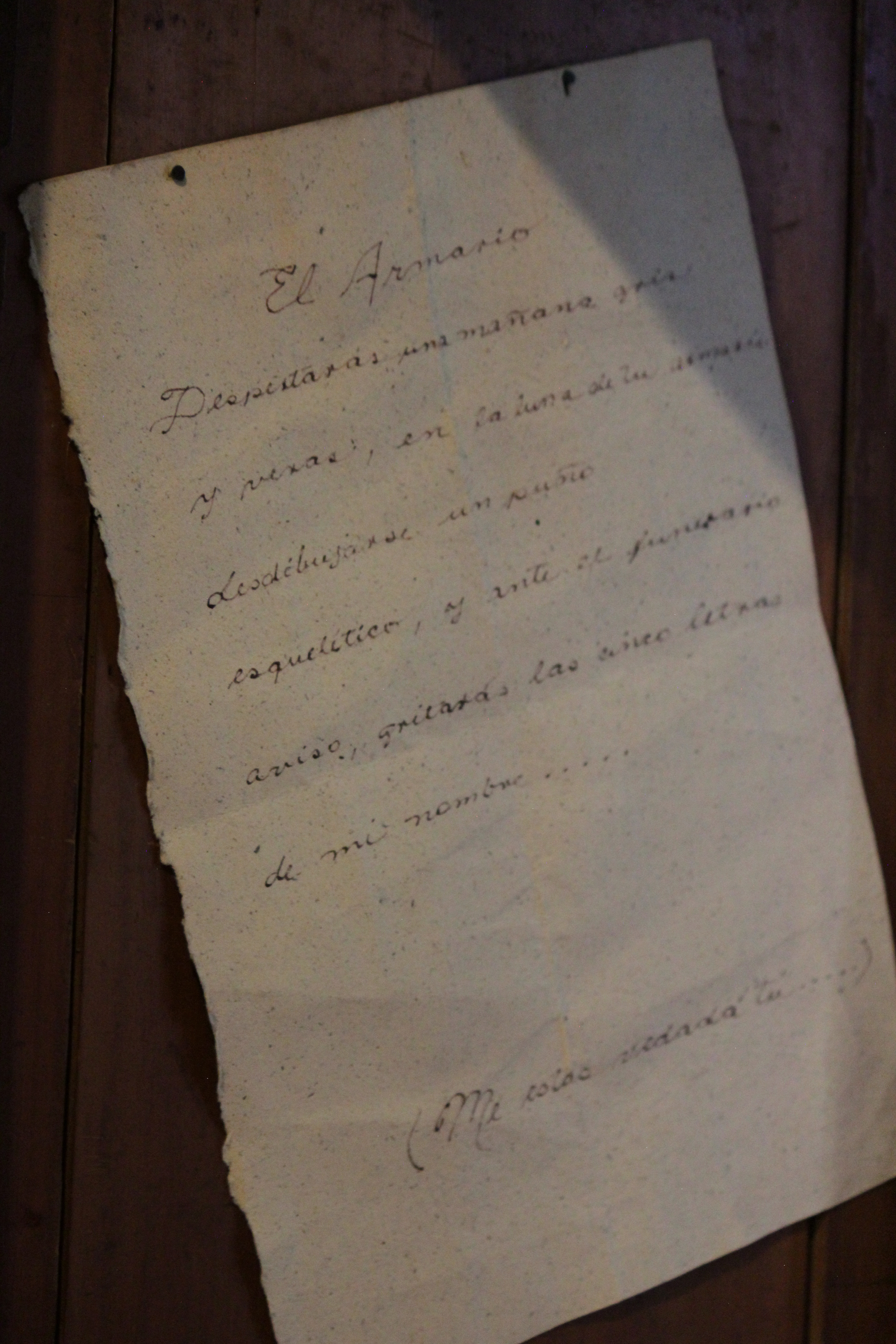
Foglio scritto da Ramón López Velarde

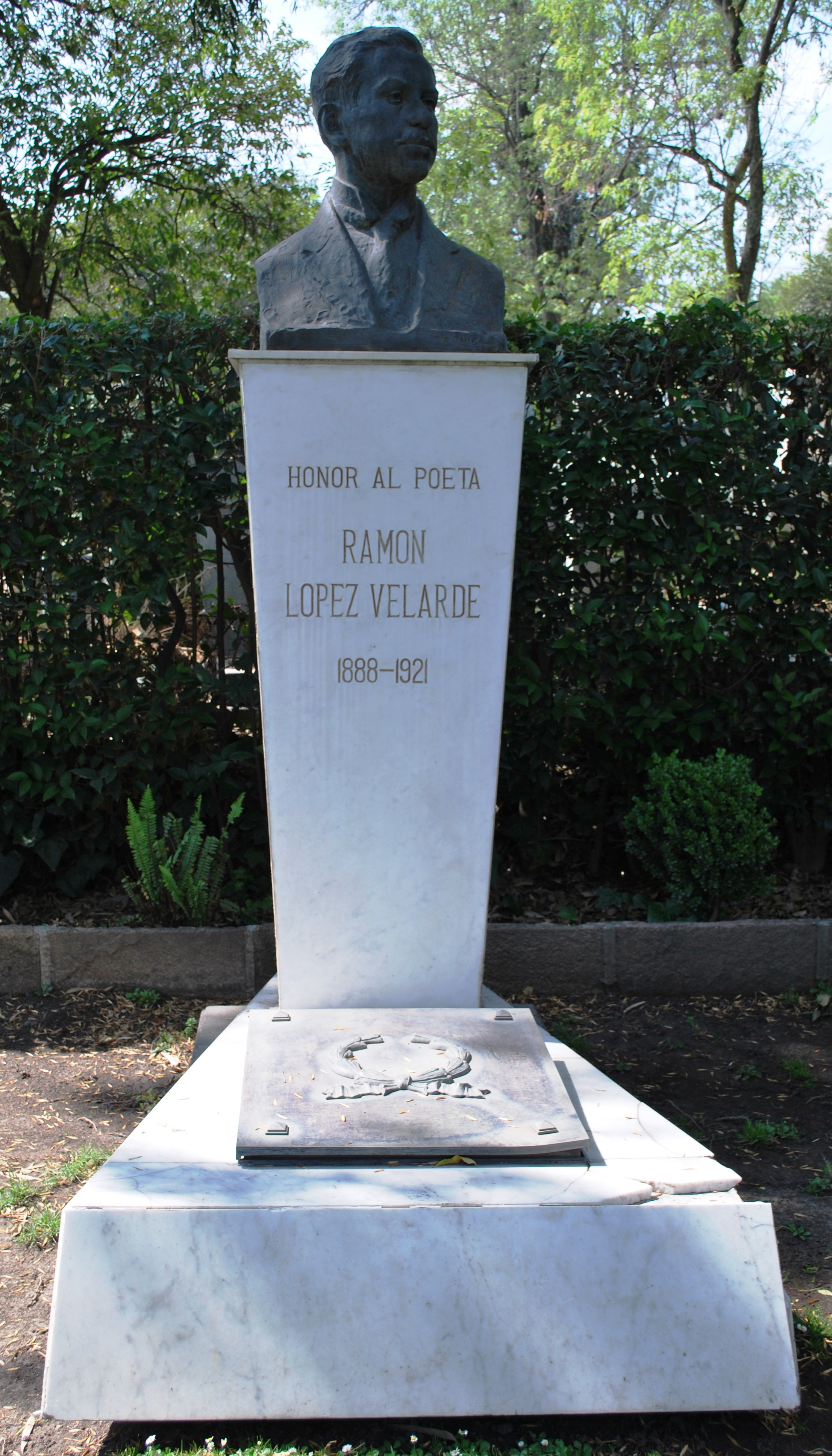
Tomba di Ramón López Velarde a Città del Messico

Ramón López Velarde è conosciuto come il poeta della rivoluzione messicana,oltre che del periodo modernista, di cui sentirà l'influenza soprattutto della corrente crepuscolare, sottile di Manuel Gutiérrez Nájera, ma conserva, nel linguaggio e nello stile, una serenità quasi classica, un carattere religioso che lo collega con la tradizione. Pablo Neruda definì la forza della poesia di Lopez Velarde, "erotica liquida".
Tutte le sue opere si caratterizzarono per la contraddizione di un profondo pensiero cattolico e di una passione d'amore che sfocia nell'erotismo.
Ma come molti della sua generazione, Velarde trasformerà l'impostazione provinciale e le dinamiche dell'erotismo con la sua apparente «semplicità», chiudendo così il capitolo modernista e aprendo la strada a un'altra generazione di poeti messicani.
Nelle sue opere descrive gli aspetti più umili e più pittoreschi della vita messicana, ma lo fa con un'audacia formale, uno stile, un gusto un linguaggio originali, innovativi, riuscendo a trasmettere tutto il suo fervore umano.
Ramón López Velarde era nato il 15 giugno 1888 a Jerez de García Salinas (Zacatecas), in una famiglia cattolica benestante, che avrebbe desiderato per lui una vocazione religiosa, invece all'età di 17 anni, decise di lasciare i suoi studi di seminario per perseguire la professione legale e per fondare nel 1904 e collaborare con la rivista Bohemio,scapigliata e neo-romantica.
Intorno al 1908, l'improvvisa morte di suo padre lasciò sua madre e i suoi fratelli nel bel mezzo di una crisi economica, che furono in grado di attraversare grazie all'aiuto dei loro parenti.
Attratto dalla politica, nel 1911 si candidò alle elezioni nella sua città natale, nelle liste del partito cattolico.
Nel 1914 si trasferì a Città del Messico, dove esercitò la professione di avvocato, insegnò letteratura e collaborò con numerosi giornali, tra i quali, Il Regional de Guadalajara (1909), La Nacion (1912), El Eco de San Luis (1913), El Nacional Bisemanal (1915-1916), Revista de Revistas (1915-1917), Vida Moderna (1916), Pegaso (1917), scrivendo cronache politiche.
Ramón López Velarde si innamorò della cognata di suo zio, Josefa, ma essendo una relazione impossibile, il poeta ha portato in vita il suo mito personale, Fuensanta, che rappresenta sia il suo amore per la provincia, sia l'emblema della donna lasciata alle spalle, ma anche il desiderio di purezza e innocenza del passato.
E il suo primo libro, La sangre devota (1916), rese omaggio all'amore, al suo amore impossibile, al dolore e alla preoccupazione per la situazione politica nazionale, influenzato dal poeta argentino Leopoldo Lugones.
Più tardi, López Velarde incontrò Margarita Quijano, la "signora della capitale", ma anche lei cattolica, lo rifiutò e Velarde le dedicò i versi del volume successivo.
In Zozobra (1919), miscelò l'amore idealizzato in Fuensanta con i problemi dell'erotismo, approfondendo i "fiori del peccato" coltivati durante la sua relazione con Margarita, oltre che le tematiche della religione e della morte. Mentre lo scriveva, Josefa, si trasferì nella capitale, ma morì poco dopo.
Nel 1921, in occasione del centenario della Indipendenza, compose La suave patria, intrisa di sentimenti nazionalisti.
Nel 1921, molto malato di broncopolmonite, il poeta scrisse quell'enigmatico poema d'amore e di morte, La signora coi guanti neri.
Il terzo volume della sua poesia fu pubblicato postumo El son del corazón (1932), mentre nel Poemas escogidos (1935), a cura del poeta Xavier Villaurrutia e soprattutto nella Poesia completas (1953) della Collección de Escritores Mexicanos del Porrúa sono apparsi anche i poemi giovanili che Velarde non aveva mai pubblicato; invece altri tre volumi contengono la sua opera in prosa: El minutero (1923); El don de febrero. Poesía, cartas y documentos (1952); Prosas políticas (1953).

## Opere principali

### Poesía
- 1916 - La sangre devota;
- 1919 - Zozobra;
- 1921 - La suave patria;
- 1932 - El son del corazón (postumo).

### Prosa
- 1923 - El minutero;
- 1952 - El don de febrero y otras prosas;
- 1991 - Correspondencia con Eduardo J. Correa y otros escritos juveniles.